# Massonia hirsuta
Massonia hirsuta är en sparrisväxtart som beskrevs av Heinrich Friedrich Link och Christoph Friedrich Otto. Massonia hirsuta ingår i släktet Massonia och familjen sparrisväxter. Inga underarter finns listade i Catalogue of Life.